# Timon av Aten (person)
Timon av Aten, även kallad Misantropen, var en filosofiskt bildad man som levde mot slutet av 400-talet f.Kr. i Aten. Av missnöje med de rådande förhållandena, men i synnerhet av grämelse över vänners falskhet och otacksamhet greps han av ett djupt människohat. Han uttryckte vid alla tillfällen sin stora bitterhet över detta. Hans karaktär är tecknad i en av Lukianos satiriska dialoger och av William Shakespeare som har gjort honom till huvudpersonen i sitt drama Timon of Athens. Timon är den stående typen av en med människorna och världens gång missnöjd och därigenom självfrätande natur.